# Ership
Ership es una empresa española de transporte marítimo, matriz del Grupo Ership, que tiene presencia en el ámbito internacional. La actividad de Ership se centra en el tráfico marítimo de mercancías, principalmente en el transporte, almacenaje y manipulación de graneles sólidos.

## Historia
Ership nació en 1989 a partir de la fusión de Auxiliar de Transportes Marítimos (Auxtramarsa) con Transportes, Aduanas y Consignaciones (TAC). Ambas sociedades eran filiales navieras de los grupos Unión Explosivos Río Tinto (ERT) y Cros, que se habían fusionado ese mismo año para dar lugar al holding Ercros. La nueva Ership constituía la filial de Ercros para el transporte marítimo. Sin embargo, esta situación no duró mucho tiempo. Debido a la crisis financiera que atravesaba Ercros en esos años, esta terminaría vendiendo su filial. Ership inició entonces una nueva andadura como empresa independiente, con una expansión de sus actividades comerciales y su ámbito de operaciones. En la actualidad constituye la sociedad cabecera del Grupo Ership, que agrupa a su vez a varias empresas. 

## Organización
La empresa, que tiene su sede central en Madrid, cuenta con presencia en puertos españoles como Cartagena,Cádiz, Huelva, Sevilla, Algeciras, Málaga, Motril, Almería, Valencia, Barcelona, Avilés, Gijón, Ferrol, La Coruña o Vigo. Ership también tiene presencia en puertos de países como Portugal (Lisboa), Argelia (Orán), Colombia (Cartagena de Indias), Estados Unidos (Houston) o China (Shanghái).